# National Lacrosse League MVP Award
Der Dodge Nitro National Lacrosse League MVP Award wird jährlich an den besten männlichen Lacrosse-Spieler der National Lacrosse League verliehen. Der Gewinner wird von einer Jury, bestehen aus verschiedenen Cheftrainern, Managern und Offiziellen der Liga, gewählt.
2006 war die Auszeichnung unter dem Namen JetBlue National Lacrosse League MVP Award bekannt.

## Gewinner
| Saison | Gewinner        | Mannschaft            |
| ------ | --------------- | --------------------- |
| 2011   | Jeff Shattler   | Calgary Roughnecks    |
| 2010   | Casey Powell    | Orlando Titans        |
| 2009   | Dan Dawson      | Boston Blazers        |
| 2008   | Athan Iannucci  | Philadelphia Wings    |
| 2007   | John Grant, Jr. | Rochester Knighthawks |
| 2006   | Steve Dietrich  | Buffalo Bandits       |
| 2005   | Colin Doyle     | Toronto Rock          |
| 2004   | Jim Veltman     | Toronto Rock          |
| 2003   | Gary Gait       | Colorado Mammoth      |
| 2002   | Paul Gait       | Washington Power      |
| 2001   | John Tavares    | Buffalo Bandits       |
| 2000   | John Tavares    | Buffalo Bandits       |
| 1999   | Gary Gait       | Baltimore Thunder     |
| 1998   | Gary Gait       | Baltimore Thunder     |
| 1997   | Gary Gait       | Philadelphia Wings    |
| 1996   | Gary Gait       | Philadelphia Wings    |
| 1995   | Gary Gait       | Philadelphia Wings    |
| 1994   | John Tavares    | Buffalo Bandits       |